# Dlouholebé vosy

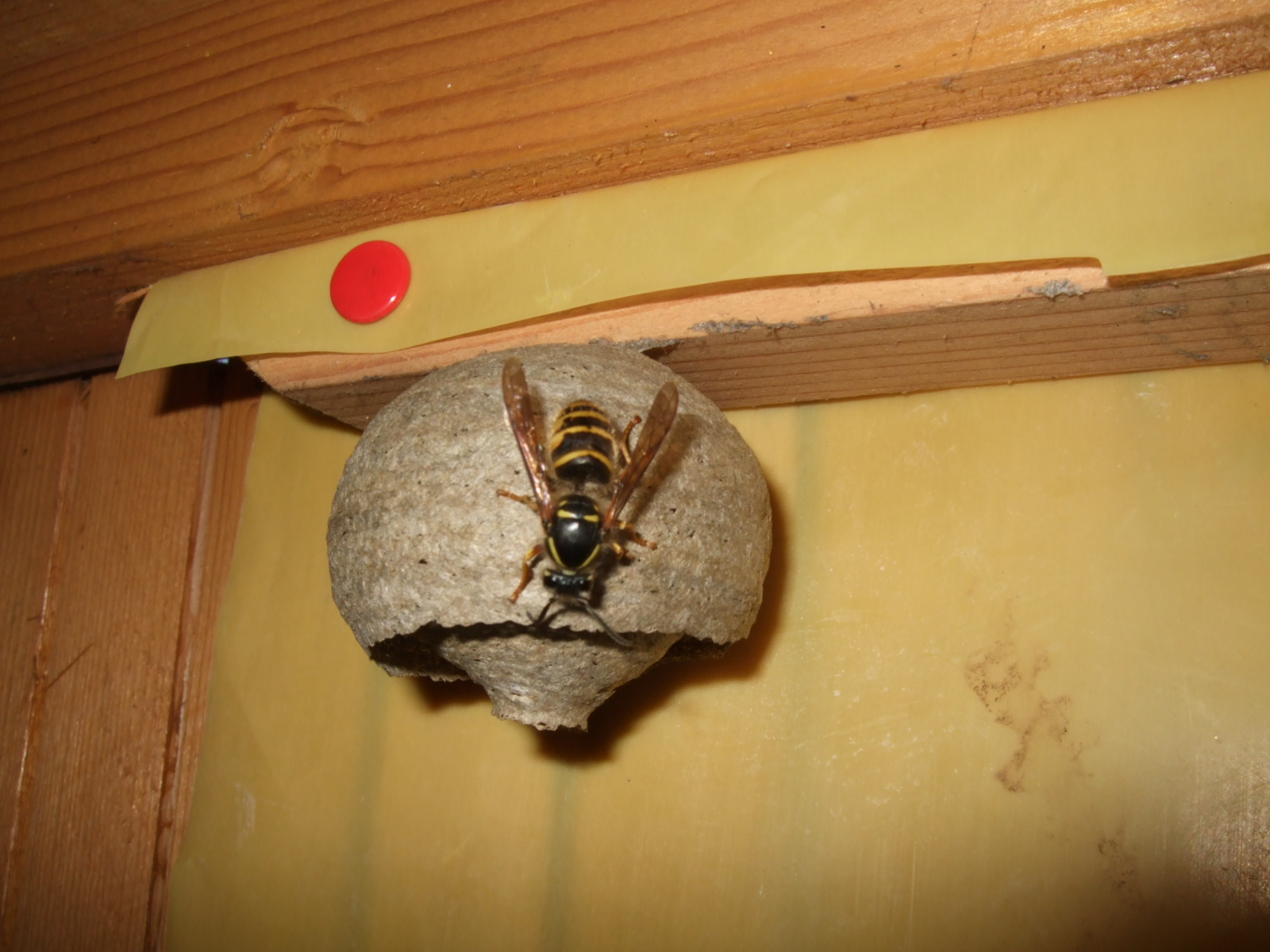
Královna vosy saské na svém hnízdě

Jako vosy dlouholebé (Dolichovespula) je označován rod jedovatého sociálního blanokřídlého hmyzu z čeledi sršňovitých. Rod zahrnuje pouze společenské vosy. Oproti vosám rodu Vespula (např. vosa obecná) mají protáhlejší hlavu a menší kusadla. Dále se liší menšími koloniemi, kratším generačním cyklem a vesměs nižší agresivitou. Mají žihadlo, které používají hlavně k obraně a jež mohou užít opakovaně, jelikož na něm nejsou zpětné háčky. Samci žihadlo nemají.

## Popis
Dělnice dorůstají délky asi 12–20 mm, samci a samice 15–25 mm. Zbarvení je obvykle černožluté, u vos prostředních částečně oranžové. Dolichovespula maculata, Dolichovespula pacifica a Dolichovespula arctica mají zbarvení většinou černobílé. Tělo není tak protáhlé jako např. u vosíků, jednotlivé části (hlava, hruď, zadeček) k sobě přiléhají. Stopka (zúžený zadečkový článek) spojuje zadeček s hrudí. Kolem ní (mezi bedrem a prvním tergitem) je zbarvení obvykle černé, ale nikdy červené, jako tomu je u sršně obecné. Na bocích předohrudi je nejčastěji žlutá až oranžová kresba. Kruhovitá žlutá kresba je viditelná i na zadohrudi u kořene zadečku. Jinak je hruď černá, kromě drobnějších kreseb podle druhu. Na temeni hlavy se nacházejí tři očka (ocelli). Ta tvoří trojúhelník, směřující dopředu (k tykadlům).
Samci mají velká, kyjovitě tvarovaná tykadla a protáhlejší zadeček. Samice se poznají tím, že jsou výrazně větší než dělnice.

### Druhy
Celkem je uznáváno okolo 20 druhů dlouholebých vos, nicméně taxonomie se stále vyvíjí a může docházet ke změnám.

#### Žijící v Česku
- pavosa pomíjená - Dolichovespula omissa (Bischoff, 1931), sociální parazit
- pavosa příživná - Dolichovespula adulterina (Buysson, 1905), sociální parazit
- vosa lesní - Dolichovespula sylvestris (Scopoli, 1763)[3]
- vosa norská - Dolichovespula norwegica (Fabricius, 1781)
- vosa prostřední - Dolichovespula media Retzius, 1783)
- vosa saská - Dolichovespula saxonica (Fabricius, 1793)

#### Nežijící v Česku
- Dolichovespula albida Sladen 1918
- Dolichovespula alpicola Eck 1984

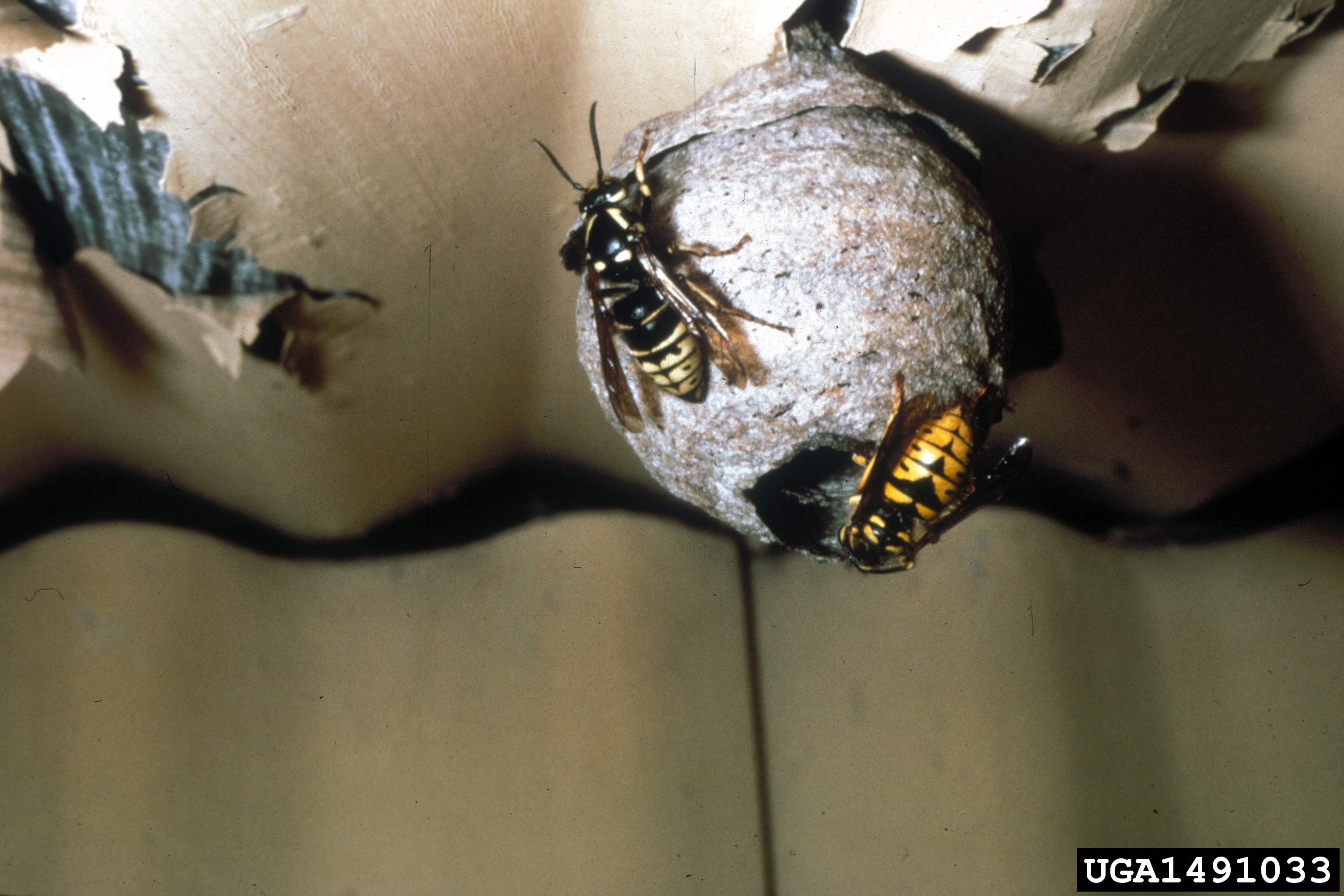
Hnízdo druhu Dolichovespula arenaria napadené parazitickou královnou druhu Dolichovespula arctica (vlevo)

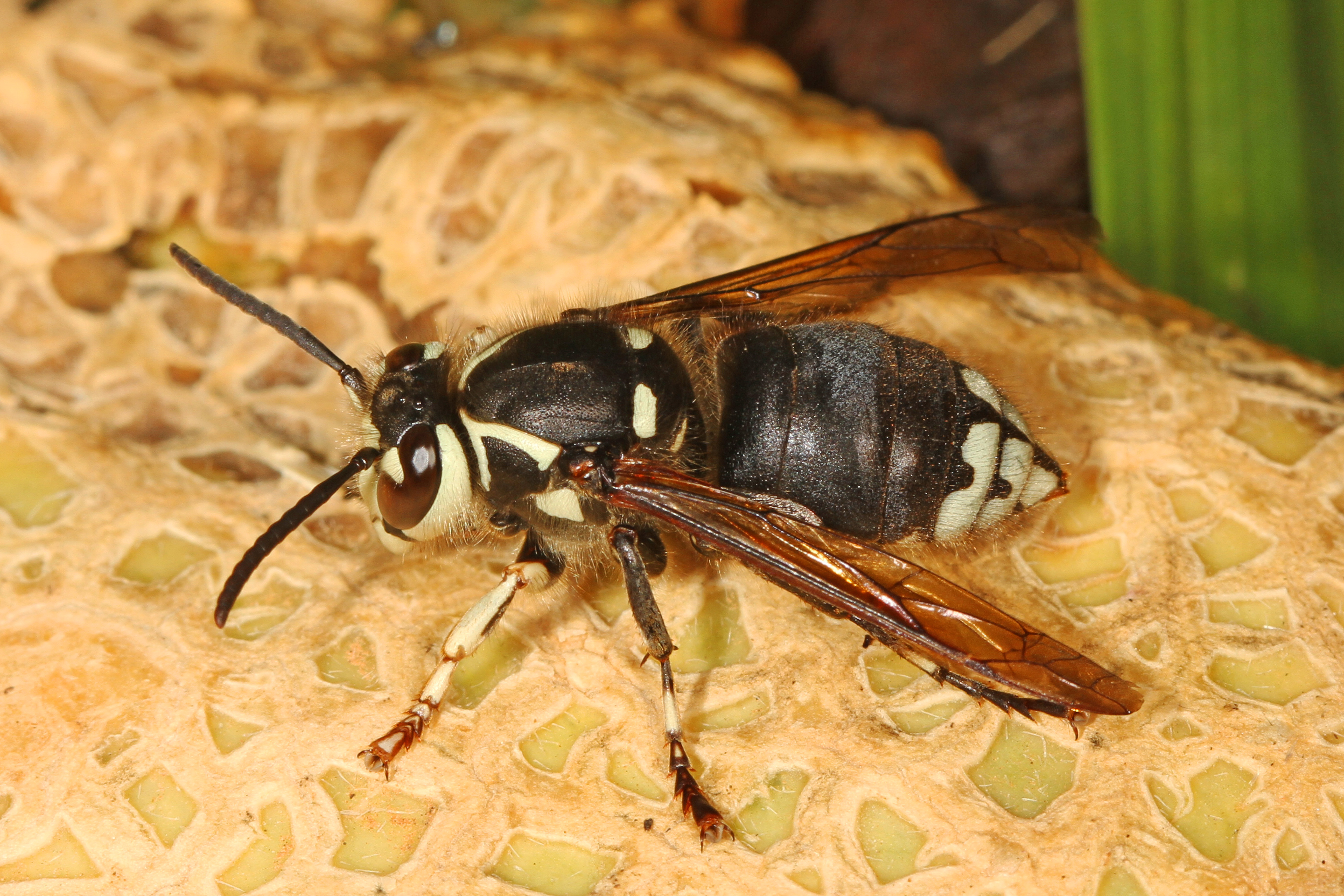
Dolichovespula maculata (Virginie)

- Dolichovespula arenaria (Fabricius, 1775)
- Dolichovespula arctica Rohwer 1918, sociální parazit
- Dolichovespula asiatica Archer, 1981
- Dolichovespula baileyi Archer, 1987
- Dolichovespula carolina (Linnaeus, 1767)
- Dolichovespula flora Archer, 1987
- Dolichovespula kuami Kim, 1996
- Dolichovespula lama (Buysson, 1903)
- Dolichovespula loekenae Eck, 1980
- Dolichovespula maculata (Linnaeus, 1763),[4] anglicky bald-faced hornet („sršeň bělohlavá“)
- Dolichovespula norvegicoides (Sladen, 1918)
- Dolichovespula pacifica (Birula, 1930)
- Dolichovespula panda Archer, 1980
- Dolichovespula sinensis (Archer, 1987)
- Dolichovespula stigma Lee 1986

## Životní cyklus
Dlouholebé vosy žijí společensky. Létají od dubna či května do září, jejich kolonie žijí kratší dobu než kolonie krátkolebých vos a sršní. Délka hnízdního cyklu je nejčastěji od 3 do 5 měsíců, u druhů žijících v teplejších oblastech i poněkud více (Dolichovespula maculata v Kalifornii až 5,5 měsíce). Pokud je hnízdo napadené parazitickým druhem, délka hnízdního období se snižuje. Cyklus lze rozdělit na několik částí.

### Rané období

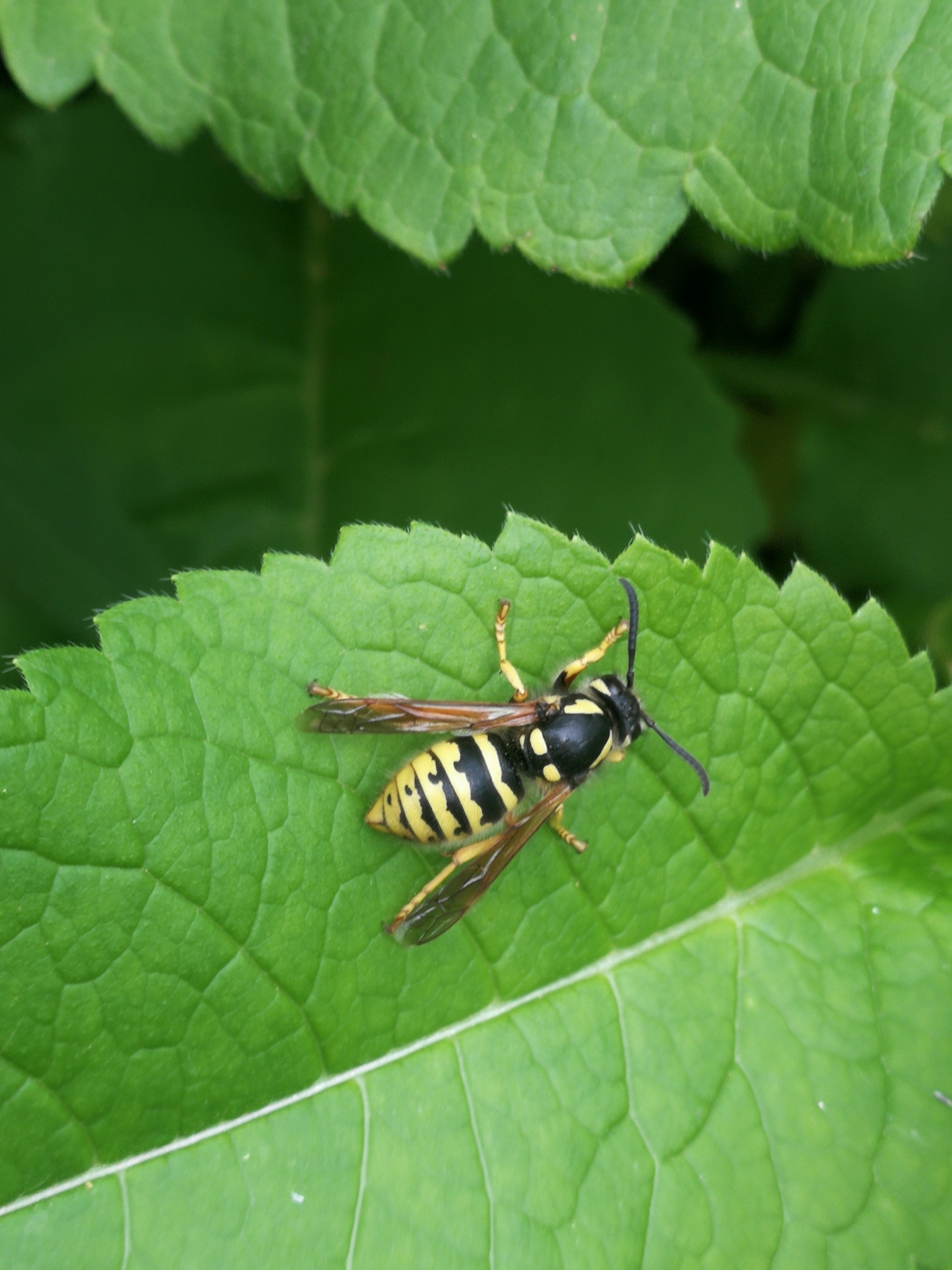
Pavosa pomíjená (příživník), samice

Toto období začíná probouzením samic-budoucích královen ze zimního spánku. Samice nejprve načerpají živiny ztracené v průběhu hibernace, načež začnou hledat místo pro hnízdo. Dlouholebé vosy hnízdí převážně v hustých keřovitých porostech, na stromech, pod střechami, skalními převisy, v dutinách stromů a v menší míře i pod zemí. Stromová hnízda jsou zavěšená ve větvích. Královna nejprve na vyhlédnutém místě postaví vertikálně umístěné malé hnízdečko, které je shora kryté obalem a zdola nekryté. Komůrky, podobné buňkám ve včelím plástu, směřují dolů. Královna do nich naklade vajíčka a když začnou z nich vzniklé larvy žadonit o potravu škrábáním o stěny komůrky, vydá se lovit potravu. Kořist vosy zpracovávají a nechávají si obvykle jen bílkoviny, které jsou pro rozvoj larev důležité. Dostatečně rozvinuté larvy zavíčkují svou komůrku bílým vláknem a zakuklí se. Dospělé vosy se prokoušou víčkem ven. Doba, jež trvá vývoj vosy od nakladení vajíčka po vylíhnutí, se liší dle druhu a dostatku potravy a pohybuje se od 21 do 36 dní. V průměru je to 26 dní, konkrétně 5 dní u vajíčka, 10 dní u larvy a 11 dní u kukly.

### Vrcholné období
Z larev, které královna na jaře krmí, se líhnou dělnice. Jsou to samice, ale mohou klást jen vajíčka samců. Působením chemických látek-feromonů, které královna vylučuje, dělnicím vaječníky zakrní.[zdroj?] Posláním dělnic je shánění potravy a péče o larvy i královnu. Dělnice ze dřeva a slin vytvářejí tzv. papírovinu, která je stavebním materiálem hnízda a po zaschnutí dobře izoluje teplo a nepromoká. Jak se hnízdo zvětšuje, královna klade další vajíčka a kolonie se postupně rozrůstá. Dělnice tak musí neustále pracovat. Jejich počet vzrůstá, ale po nakladení několika desítek až set vajíček začíná být královna unavená. V té době naklade vajíčka samic a samců. U dlouholebých vos se tak stane obvykle již v srpnu.

### Pozdní období

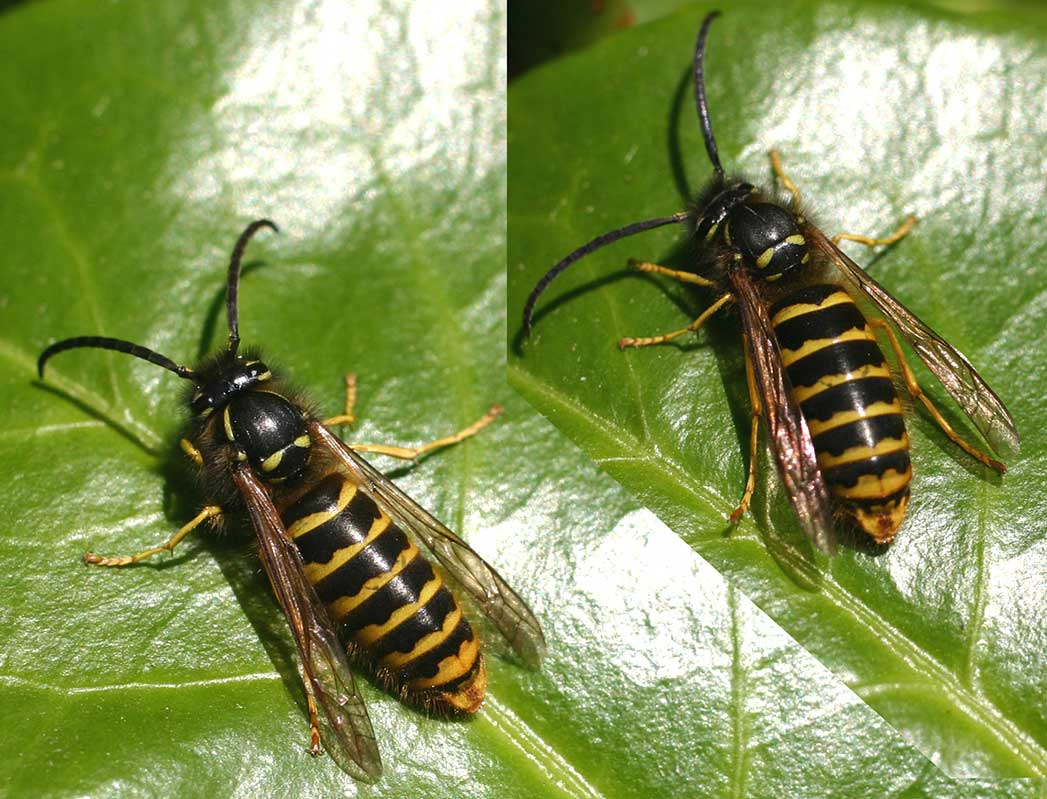
Samci dlouholebých vos s dlouhými tykadly. Zde vosa prostřední

Toto období začne, když se vyvinou larvy samic a samců. Dělnice je začnou vykrmovat přednostně a přestanou krmit starou matku i ostatní larvy, jelikož produkce pohlavních jedinců je smyslem života kolonie. Stará královna zhyne, buď ji dělnice nechají zemřít hlady nebo ji samy zabijí.[zdroj?] Tím se ale zastaví produkce feromonů, které zabraňují vývoji vaječníků u dělnic. Dělnice pak mohou začít klást, ale z jejich vajec se vyvinou pouze samci.[zdroj?]
Pohlavní jedinci se po vylíhnutí rojí a páří. Obvykle se páří jedinci z různých kolonií.[zdroj?] Jejich mateřské kolonie zeslábnou, jelikož dělnice vymírají bez náhrady. Postupně začne celkový chod hnízda, přísun potravy i termoregulace upadat. Dělnice vyhynou již na začátku podzimu.
Oplozené samičky si najdou kryté místo, kde přezimují a na jaře zakládají nová hnízda.

## Chování, význam

### Potrava

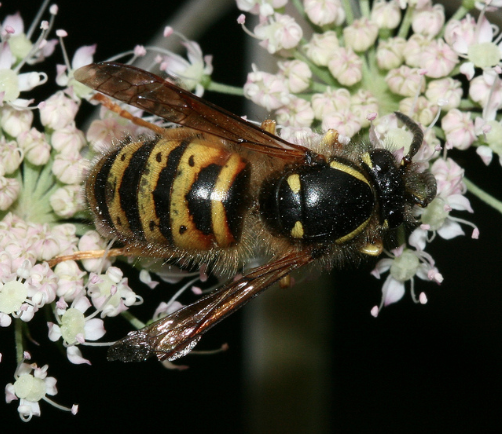
Vosa norská krmící se nektarem

Vosí larvy se živí uloveným hmyzem, který zpracují a přinesou dělnice, v počáteční fázi kolonie královna. Dospělci se živí nektarem, sladkými šťávami a sekretem, který vylučují larvy (vzájemnému krmení dvou jedinců, v tomto případě dělnice a larvy, je nazýváno trofalaxe). V něm jsou obsažené živiny, které vosy potřebují ke zvládnutí vysokého energetického výdeje při létání. Sekret je velmi hodnotný, i jedna kapka vystačí vose na několik hodin letu. Oblíbenou potravou dospělců je nektar z miříkovitých rostlin, zejména pámelníku.[zdroj?] Královny mohou na jaře přijímat i masitou potravu, ale u dělnic to není obvyklé. Příležitostně mohou konzumovat i šťávy z ovoce, mízu nebo medovici.

### Obrana

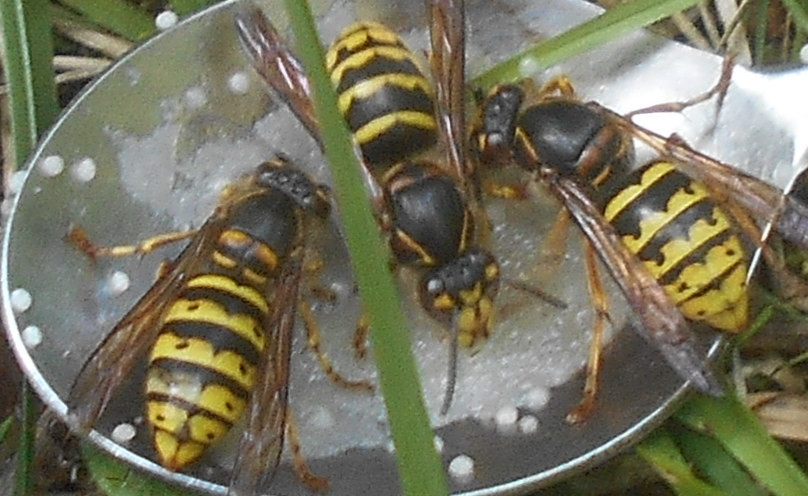
Vosa prostřední – největší dlouholebá vosa žijící v České republice. Na snímku několik dělnic konzumuje med

Dlouholebé vosy k obraně používají zejména žihadlo. K obranné reakci dochází většinou u hnízda, ovšem nebezpečí je menší než u zemních vos (v. obecná a útočná). V malých hnízdech totiž není tolik obyvatel a dlouholebé vosy jsou považovány za mírumilovnější než vosy rodu Vespula.[zdroj?] Jistou výjimkou je druh Dolichovespula maculata, který je považován za relativně agresivní, nicméně jeho agresivita spočívá v tom, že se snaží srdnatě bránit hnízdo před vetřelci. Bodnutí je pro zdravého člověka neškodné, smrtelné mohou být stovky až tisíce žihadel.

### Úloha vos v přírodě
Vosy jsou důležitou součástí ekosystému, jelikož jsou predátory různých škůdců, u dlouholebých vos jsou to zejména býložravé housenky a mouchy.[zdroj?] Díky jejich koloniím jsou v ekosystému vosy poměrně významné. Krátkolebé i dlouholebé vosy představují pro včely jen minimální hrozbu, jelikož k častějším útokům na včely dochází jen při přemnožení.[zdroj?] Na regulaci vos a zabránění jejich přemnožení se významně podílí sršeň obecná.[zdroj?]